# Herschel (Name)
Herschel ist ein Familienname, der selten auch als Vorname vorkommt.
Der Familienname Herschel hat mehrere Bedeutungen:
- Verkleinerung von Hirsch[1][2] für einen Jäger oder als Übername („flink wie ein Hirsch“)
  - als deutsch-jüdischer Familienname abgeleitet vom Jakobssegen mit seinen Tiervergleichen, hier Gen 49,21 GNB: Naftali ist ein schneller Hirsch ...[1]
- Hirse[2]

Die anglisierte Schreibweise ist Hershel.

## Namensträger

### Familienname
- August Herschel (1894–1965), deutscher Landrat
- Caroline Herschel (1750–1848), deutsche Astronomin
- Bernhard Herschel (1837–1905), Mannheimer Stadtrat und Kaufmann, Stifter des Herschelbads
- Hans Herschel (1875–1930), deutscher Politiker (Zentrum)
- Hasso Herschel (* 1935), Fluchthelfer an der deutsch-deutschen Grenze
- Jacob Herschel (1734–1792), Konzertmusikmeister
- John Herschel (auch Johann Friedrich Wilhelm; 1792–1871), Chemiker und Astronom, Präsident der Royal Astronomical Society
- Knut Herschel (1948–1999), deutscher Großmeister im Fernschach
- Kurt Herschel (1896–1979), deutscher wissenschaftlicher Illustrator und Pflanzen- und Tierfotograf
- Wilhelm Herschel (später auch William; 1738–1822), deutsch-britischer Musiker und Astronom, Entdecker des Planeten Uranus und der Infrarotstrahlung
- Otto Herschel (1871–1958), österreichischer Maler
- Wilhelm Herschel (Jurist) (1895–1986), deutscher Jurist
- William James Herschel, 2. Baronet of Collingwood (1833–1917), britischer Kolonialbeamter in Bengalen, Pionier in der Daktyloskopie

### Vorname
- Herschel Bernardi (1923–1986), US-amerikanischer Schauspieler, Voice-over- und Synchronsprecher
- Herschel Daugherty (1910–1993), US-amerikanischer Filmregisseur
- Herschel Evans (1909–1939), US-amerikanischer Jazz-Tenorsaxophonist des Swing
- Herschel Gluck (* 1959), britischer orthodoxer Rabbiner
- Herschel Grynszpan (* 1921, verschollen 1942), verübte ein Attentat, das den Nationalsozialisten als Vorwand für die Novemberpogrome 1938 diente
- Herschel Haft (1925–2006), US-amerikanischer Boxer polnischer Herkunft, siehe Harry Haft
- Herschel M. Hogg (1853–1934), US-amerikanischer Politiker
- Herschel Jantjies (* 1996), südafrikanischer Rugby-Union-Spieler
- Herschel C. Loveless (1911–1989), US-amerikanischer Politiker und Gouverneur von Iowa
- Herschel McCoy (1912–1956), US-amerikanischer Kostümbildner
- Herschel K. Mitchell (1913–2000), US-amerikanischer Biochemiker
- Herschel Savage (1952–2023, eigentlich Harvey Cowen), US-amerikanischer Pornodarsteller
- Herschel Vespasian Johnson (1812–1880), US-amerikanischer Politiker und Gouverneur von Georgia
- Herschel Walker (* 1962), US-amerikanischer American-Football-Spieler
- Herschel Weingrod (* 1947), US-amerikanischer Drehbuchautor und Filmproduzent

fiktive Personen
- Herschel Krustofski alias Krusty, der Clown, Figur aus der Fernsehserie Die Simpsons, siehe Figuren aus Die Simpsons#Krusty der Clown
- Hershel Greene, eine dauerhafte Rolle der Serie The Walking Dead (Fernsehserie), Mediziner der Protagonistengruppe.
- Herschel Stamm, Figur in Jurek Beckers Roman Jakob der Lügner